# 以色列駐美國大使館

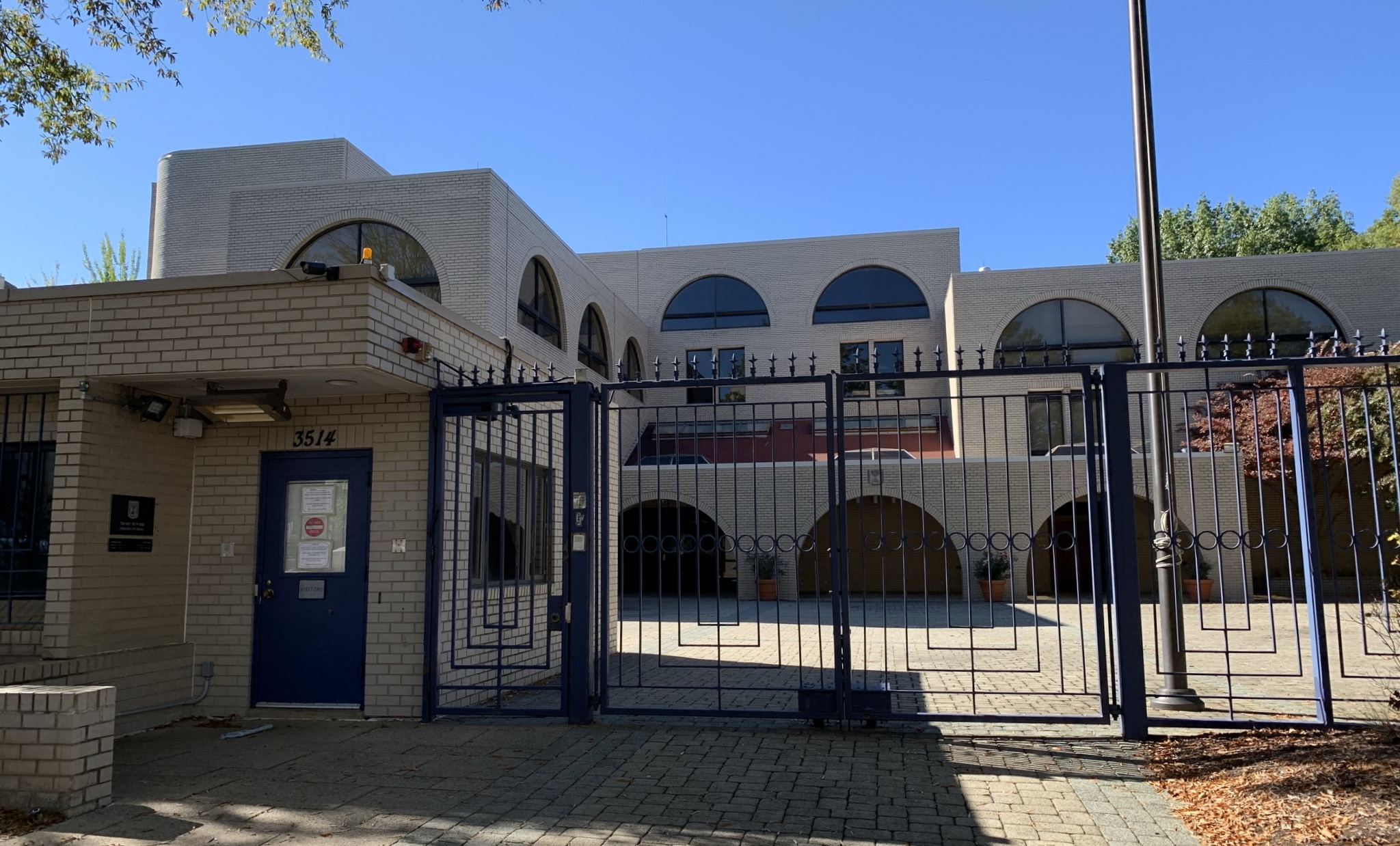
以色列駐美國大使館館舍

以色列駐美國大使館是以色列国派驻美利坚合众国的外交使馆。其位于华盛顿特区西北区3514号国际大道，旁边是克利夫蘭公園。
現任大使是麥可·赫爾佐格。除了大使之外，大使館還包括13個旨在加強美以關係的部門。這些部門包括國防武官處、政治處、國會事務處、公共外交處、經濟處、商務代表處、行政事務處和領事處、警察安全處、教務處、文化事務處、新聞處、農業處和科技處。
大使館全年都為各类政治人物和公眾舉辦了許多活動，包括慶祝以色列獨立日。

## 事件
2024年2月25日，美國空軍現役飛行員亞倫·布什內爾為抗議美國在以色列—哈馬斯戰爭持續支持以色列，在使館外自焚。